# Списак непријатељских авиона коришћених на Балканском ратишту у Првом светском рату
У овом чланку се налази списак борбених авиона које су користиле непријатељске војске на Балканском ратишту током Првог светског рата. Списак је насто као извод из рада.

## Аустроугарска

### Војно ваздухоплонство
| - Албaтрос B.I - Албатрос D.II - Албатрос D.III - Анатра ДС - Авијатик B II - Авијатик Берг C - Авијатик Берг D.I - DFW B.I - Етрих Таубе - Фокер E.I - Фокер E.II - Фокер E.III - Gotha (LVG) G IV | - Ханза Бранденбург - Ханза Бранденбург - Ханза-Бранденбург D.I - Лојд C - Лонер B.I - Ефаг C.I - Ефаг C.II - Феникс C.I - Феникс D.I - Феникс D.II - Феникс D.IIa - Уфаг C.I |

### Поморско ваздухопловство - хидроавиони
| - Лонер Typ L/T/Te - UFAG Typ T/Te/Tl - Албатрос Typ Mickl - ЕФАГ Typ Mickl - Албатрос Typ Weichmann - Ханза Бранденбург Typ W 13 - Ханза Бранденбург Typ CC - Ханза Бранденбург Typ W 18 - ЕФАГ Typ Weichmann - Feniks Typ W 13 - UFAG Typ Brandenburg | - UFAG Typ W 13 - Фокер E.III - Feniks Typ A 100/A 200 - Феникс D.I/D.II/D.IIa - Албатрос Typ W 4 - Румплер Typ 6b2 - UFAG Typ W 29 - Gotha Typ WD 14 - Лонер Typ S - ЕФАГ Typ Flugbauleitung (Lovci Feniks D.I, D,II, D,III) - UFAG Typ Лонер S - Friedrichshafen FF.49C |

## Бугарска
| - AEG C IV - AEG G IV - Albatros - Argus 100 KS - Albatros C III - Albatros D III - Albatros D Va - Albatros WMZ 2 - А.Х Йорданов - Argus 100 KS | - Bleriot XI - Gnome 50 KS - Bleriot XI-2 - Gnome 70 KS - DFW C.V - Фарман ХФ VII - Fokker E 80/E III - LVG C II - Sommer - Gnome 70 KS |

## Немачко царство

### Немачко Војно ваздухопловство
| - AEG G II - AEG G III - AEG G IV - AGO C I - Албaтрос B.II - Албатрос C.I - Албатрос C.III - Албaтрос C.VII - Албатрос D.III - Албатрос D.V /D.Va - Авијатик C.II - DFW B.I - DFW C.I - DFW C.V - Fokker E.I - Fokker E.III - Fokker D.II | - Fokker D.VII - Friedrichshafen G.II - Gotha G.III - Halberstadt C.I - Halberstadt D.II - Halberstadt D.V - LFG (Roland) C.II - LFG (Roland) D.II - LFG (Roland) D.III - LVG C.II - Pfaltz D.II - Pfaltz E - Rumpler C.I - Rumpler C.IV - Rumpler G.II - Siemens Schuckert D.III |

### Немачко Морнаричко ваздухопловство
| - Албатрос W.4 - Friedrichshafen FF.33 - Ханза-Бранденбург KDW | - Румплер Typ 6b2 - Gotha Typ WD 14 |